# Egelzwammetje
Het egelzwammetje (Phaeomarasmius erinaceus) is een schimmel behorend tot de familie Tubariaceae. Het leeft saprotroof op takken en twijgen, zelden op stammen, van wilg (Salix), berk (Betula) en els (Alnus) met name in (wilgen)struwelen, wilgenvloedbossen en loofbossen op voedselrijke bodems.

## Kenmerken

### Uiterlijke kenmerken
Hoed
De hoed heeft een diameter van 5 tot 14 mm. De vorm is aanvankelijk convex, daarna bijna vlak. Het oppervlak is droog, niet-hygrofaan, dicht of vezelachtig geschubd. De kleur is somber aan de bovenkant, anders roestig, met gekartelde randen.
Lamellen
De lamellen zijn adnaat aangehecht aan de steel. Ze staan matig dicht bijelkaar. Aanvankelijk zijn ze witachtig, daarna donkerder.
Steel
De steel heeft een lengte van 5 tot 10 mm, dikte van 0,5 tot 1,5 mm, hard, naar boven taps toelopend. Het is meestal enigszins excentrisch geplaatst. Het oppervlak is fluweelachtig, licht vezelig met kleine schubben. De kleur varieert van oker tot kastanje, soms met een wijntint. De steelvoet heeft mycelium variërend in kleur van lichtgeel tot kaneel.
Vlees
De vlees is harde, oker tot donkere baksteenkleurig. De geur en smaak zijn niet karakteristiek.

### Microscopische kenmerken
Epidermiscellen bestaan uit losse hyfen. Hyfen zijn niet gezwollen, 3 tot 9 µm in diameter, matig tot dik ingelegd, bruinachtig, langcellig, dikwandig (tot 2 µm dik). Het hoed trama bestaan uit langwerpige, licht uitgezette hyfen, 3-13 µm in diameter, glad of fijn ingelegd. Trama van de lamellen zijn parallel, hyfen hebben een diameter van 3-4,5 µm, verwikkeld met subhymenium hyfen. De cheilocystidia zijn talrijk aanwezig, vormen een steriele rand van de lamellen en meten 26-32 × 6,5-7 µm met een langwerpige nek, vaak golvend, meestal met een onregelmatige kop, deels hyaliene, deels bruin, sommige met verdikte wanden aan de basis. De basidia zijn knotsvormig of licht onregelmatig, 2- of 4-sporig, duidelijk uitpuilend als ze volwassen zijn, hyaliene of lichtgeelachtig (zelden), soms spoelvormig en cystide-achtig en meten 26,5-32 × 6,5-9 µm. De basidiosporen zijn eivormig of licht amandelvormig in zijaanzicht, eivormig tot licht ruitvormig in vooraanzicht, glad en meten 7,2–10,8 × 5,0–6,4 × 5–7,4 µm. De sporen zijn individueel bleek roodbruin en in bulk amber-oker. De sporenwand is dun. Het mycelium aan de steelvoet bestaat uit niet-gezwollen, dikwandige, gladde, hyaliene of bruinachtige, gebogen, vaak vertakte, golvende hyfen met een dikte van 1,5-3,5 µm.

## Verspreiding
In Nederland komt het egelzwammetje matig algemeen voor. Het staat op de rode lijst in de categorie 'Bedreigd'. Het werd in 1989 op deze lijst geplaatst met als rede zeldzaamheid en kwetsbaarheid van biotoop voor verdroging.

## Taxonomie
Het werd voor het eerst wetenschappelijk beschreven in 1828 door Elias Fries, die het Agaricus erinaceus noemde. De huidige naam, erkend door Index Fungorum, werd er in 1937 aan gegeven door Aladár Scheffel en Henri Charles Louis Romagnesi.

## Foto's

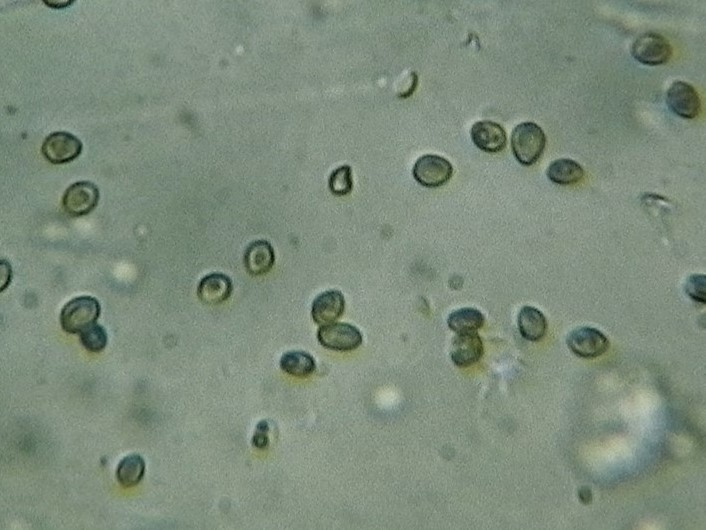
Sporen